# Miloš Pantović
Miloš Pantović, né le 24 août 2002 à Novi Sad, est un footballeur international serbe qui évolue au poste d'attaquant au FK TSC.

## Biographie
Né à Novi Sad, Pantović a commencé à jouer au football au sein du Bistrica 05, dans sa ville natale, avant de rejoindre le FK Vojvodina,.

### Carrière en club
Miloš Pantović intègre le centre de formation de l'Étoile rouge de Belgrade en 2017, où il signe son premier contrat professionnel l'année suivante.
Pantović fait ses débuts professionnel avec l'équipe première de l'Étoile rouge le 10 octobre 2019, entrant en jeu contre le FK Trepca en coupe de Serbie,. En parallèle il s'illustre aussi en équipe de jeunes, permettant notamment à son équipe d'atteindre les huitièmes de finale de la Youth League. 
Lors de la deuxième partie de la saison 2019-20, le jeune footballeur est prêté au Grafičar Belgrade, avant de voir la pandémie de covid couper court à la pratique sportive. 
Lors de la saison suivante, alors que son club est annoncé avoir refusé une offre du Benfica pour le recruter, Pantović passe le reste de l'année civile 2020 en prêt au Voždovac. Mis ensuite à l'écart alors qu'il refuse de prolonger son contrat au Red Star, il retourne finalement libre chez leur voisins du Voždovac en juillet 2021. 
Après deux saisons comme titulaire et atout offensif majeur du club de première division serbe,, il attire en 2023 l'attention du FK Partizan, les grands rivaux de son club formateur,. 
Tout proche de signer pour le Partizan Belgrade, de l'aveu même de son directeur sportif Ivica Kralj,, il rejoint finalement à l'été 2023 les vice-champions serbes du FK TSC à Bačka Topola, séduit par la possibilité de jouer une compétition européenne, malgré un salaire inférieur à la proposition des Belgradois,. 
Miloš Pantović fait ses débuts en Ligue des champions le 8 août 2023, titularisé lors du match de qualification du TSC contre le SC Braga, qui se termine par une défaite 3-0 au Portugal,,.

### Carrière en sélection
Miloš Pantović est international serbe en équipes de jeunes, ayant notamment joué avec les moins de 17 ans à partir de 2018,.
Il est appelé en équipe senior par Dragan Stojković pour la première fois en janvier 2023, à l'occasion d'un match amical avec les États-Unis. Il fait ses débuts en entrant en jeu à la place de Vladimir Lučić en seconde période, son équipe s'imposant 2-1 à Los Angeles.

## Style de jeu
Attaquant polyvalent, Pantović s'impose notamment comme ailier inversé sur le flanc gauche à Voždovac, où il est décrit comme un redoutable finisseur et pourvoyeur de passes décisives, bon dans les duels en un-contre-un, éliminant facilement l'adversaire grâce à son drible.

## Palmarès
| Grafičar Belgrade - Prva liga Srbije - Vice-champion en 2019-20 (en) |